# Port lotniczy Coatepeque
Port lotniczy Coatepeque (hiszp. Aeropuerto de Coatepeque) – port lotniczy zlokalizowany w mieście Coatepeque w Gwatemali.